# Львівська філія Київського національного університету культури і мистецтв
Львівська Філія Київського Національного Університету Культури і Мистецтв діє у Львові вже вісімнадцять років. Навчальний процес у філії забезпечують найкращі викладачі міста — доктори наук і професори. Крім місцевих фахівців у вузі проводять лекції та майстер-класи столичні педагоги — викладачі Київського Національного Університету Культури і Мистецтв.
Навчання відбувається в мультимедійних лабораторіях і комп'ютерних класах. Вже з першого курсу студенти вивчають спеціалізовані предмети і практикуються в профільних закладах області та України.
Особливий акцент робиться на комунікативну компетенцію студентів факультету, що включає вивчення іноземних мов (англійської, французької, німецької), соціально-культурний розвиток особистості та формування вміння вчитися.
У Львівській Філії КНУКіМ функціонують особливі правила прийому для випускників коледжів, технікумів, училищ. Зокрема, всі вступники, які мають диплом «молодший спеціаліст», зараховуються до університету без ЗНО одразу на третій курс, абітурієнти з дипломами «кваліфікований робітник» можуть надійти на другий курс відповідної спеціальності.

## Адміністрація
- Дмитрук Віталій Іванович, директор, кандидат філологічних наук, доцент
- Гриньох Наталія Василівна, заступник директора з навчальної роботи кандидат історичних наук, доцент
- Лоїк Галина Богданівна заступник директора з навчально-методичної роботи

## Університет
Навчання проводиться за напрямами підготовки: Культура
- Документознавство та інформаційна діяльність
- Музеєзнавець (експерт з культурних цінностей для митної служби України)
- Міжнародний туризм
- Готельно-ресторанний бізнес

За напрямами підготовки: Мистецтво
- Режисер телебачення
- Диктор та ведучий телепрограм, тележурналіст (цієї спеціальності по факту немає)
- Звукорежисер (dj, аранжувальник)(на цю спеціальність вони не можуть набрати курс)
- Дизайн (одягу, середовища)
- Перукарське мистецтво та декоративна косметика

## Коледж
Коледж проводить навчання за такими напрямами підготовки:
- Обслуговування комп'ютерних систем і мереж, спеціалізація: комп'ютерна графіка та анімація, комп'ютерний аудіо-відео монтаж
- Відео-, аудіотехніка, спеціалізація: експлуатація відео-, аудіотехніки
- Кіно-, телеоператор, спеціалізація: кіно-, телемистецтво